# Pinus aristata
Pinus aristata Engelm. 1862, è un albero della famiglia delle Pinaceae, nativo degli Stati Uniti (Arizona, Nuovo Messico e Colorado).

## Etimologia
Il nome generico Pinus, utilizzato già dai latini, potrebbe, secondo un'interpretazione etimologica, derivare dall'antica radice indo-europea *pīt = resina.
Il nome specifico aristata deriva dal latino arĭsta=spiga, spina e si riferisce alla forma appuntita delle pigne di questa specie.

## Distribuzione e habitat

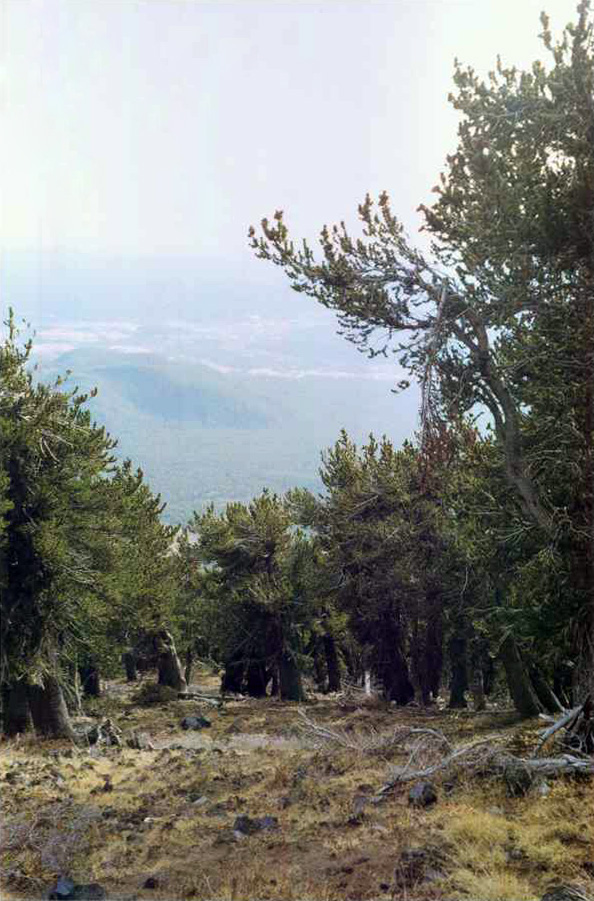
Un boschetto isolato di Pinus aristata sulle Montagne Rocciose

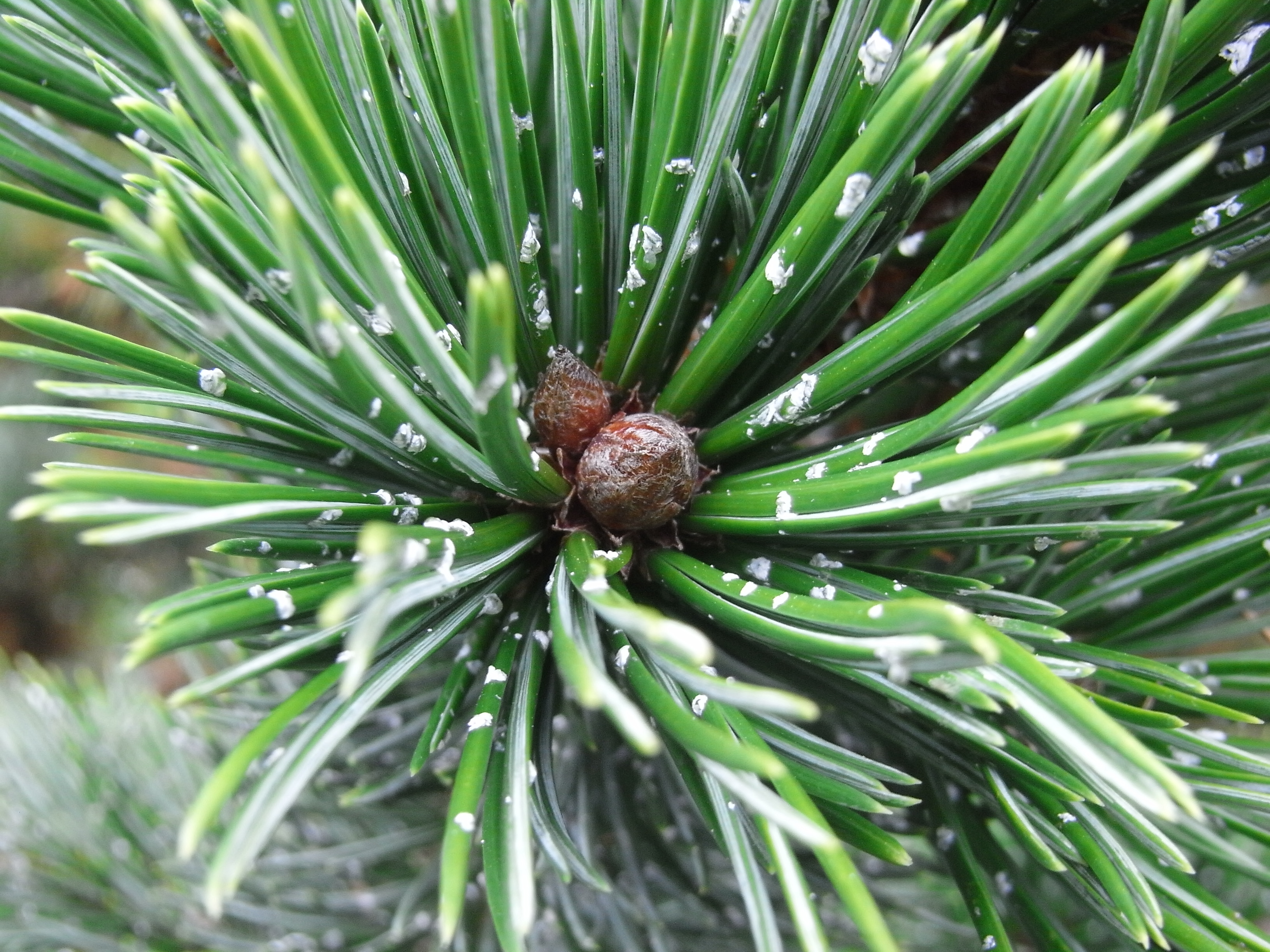
Gocce di resina

Cresce spontaneo nelle Montagne Rocciose del Colorado e più a nord nel Nuovo Messico, con una popolazione isolata sulle cime di San Francisco in Arizona. Cresce solitamente ad altitudini molto elevate, dai 2500 ai 3700 m, in condizioni climatiche subalpine fredde e secche, spesso nelle regioni della linea degli alberi, anche se forma con altrettanta facilità gruppi piccoli e chiusi in luoghi a più bassa altitudine.
Vegeta in associazione con P. flexilis, P. edulis, Picea engelmannii, Abies lasiocarpa, Pseudotsuga menziesii var. glauca e Populus tremuloides. Si rigenera facilmente dopo gli incendi boschivi, agevolando la ripopolazione di specie come Picea engelmannii.

## Descrizione
È un albero di media taglia, raggiungendo altezze comprese fra i 5 ed i 15 metri ed un diametro del tronco superiore al metro e mezzo negli esemplari più anziani. La corteccia è grigio-marrone, fine e screpolata alla base del tronco. Gli aghi sono raggruppati in fasci di cinque, come nelle altre Balfourianae, coriacei, lunghi 2,5 cm, con un colore intensamente verde o verde-bluetto sulla pagina superiore, con gli stomi confinati in una linea bianca sulla pagina inferiore. I coni sono cilindrico-ovoidali, lunghi 5–10 cm e spessi 3–4 cm, di colore violaceo quando immaturi, diventano giallastri dopo 16 mesi di maturazione. Presentano nemerose scaglie sottili e fragili, ognuna con una spina simile ad una setola lunga 4–8 cm. Come negli altri pini dai coni setolosi, gli strobili si aprono rilasciando rapidamente i semi a maturazione avvenuta. I semi misurano 5 mm di lunghezza, con una tipica ala di 10–20 mm, come accade in Pinus longaeva, essi vengono dispersi dal vento o dall'opera di uccelli come il Nucifraga columbiana.

Pinus aristata differisce dalle altre due specie di Balfourianae nel fatto che le foglie presentano tipicamente solo un canale resinifero (solo raramente due), e questi risultano spesso rotti od interrotti, causando massicci rilasci di resina che danno origine a caratteristiche gocce bianche disperse sugli aghi. Questa caratteristica, che assomiglia a della "forfora" sugli aghi, è una prova inconfutabile per l'identificazione di questa specie, nessun altro pino presenta questa caratteristica (anche se, talvolta, infestazioni da parte di cocciniglie possono imitare superficialmente tale effetto).

È una pianta estremamente longeva, anche se non quanto la correlata specie Pinus longaeva. L'esemplare di Pinus aristata più anziano, sito sul Monte Evans in Colorado, possiede 2435 anni. Tuttavia, raramente questo albero supera i 1500 anni.

## Tassonomia
La specie venne inizialmente classificata come una sottospecie del Pinus balfouriana e definita pertanto Pinus balfouriana aristata. Pinus aristata è invece oggi considerata come una delle tre specie correlate conosciute come Balfourianae e spesso viene definito "Pino dai coni setolosi delle montagne Rocciose" o "Pino dai coni setolosi del Colorado".

## Coltivazione
Pinus aristata è la balfouriana più utilizzata per la coltivazione, venendo considerata come un bellissimo pino a crescita lenta, adatto per piccoli giardini in climi freddi. Tuttavia, tipicamente questi esemplari raramente superano i cento anni di età, poiché le condizioni climatiche più calde ed umide dei giardini privati causano, con il passare del tempo, degenerazione e danni alle radici.

## Conservazione
La minaccia più importante per la sua conservazione è costituita da un fungo patogeno esotico, Cronartium ribicola, che affligge in particolare una delle subpopolazioni, e la cui diffusione viene monitorata attentamente. Nella Lista rossa IUCN viene classificata come Specie a rischio minimo di estinzione (least concern), nonostante che i parametri dell'areale primario (816 km²) e di quello secondario (meno di 2000 km²) inducano ad un possibile cambio di classificazione nei prossimi 10 anni.